# سيرجيو غونيلا
سيرجيو غونيلا (23 مايو 1933 - 19 يونيو 2018)، هو حكم كرة قدم إيطالي، وهو رجل أعمال ومدير بنك. قام بإدارة المباراة النهائية لكأس العالم 1978 بين منتخب هولندا ومنتخب الأرجنتين.

## وصلات خارجية
- سيرجيو غونيلا على موقع Soccerway.com (الإنجليزية)
- سيرجيو غونيلا على موقع عالم كرة القدم.نت (الإنجليزية)